# Chépy
Chépy (también conocida como Chepy) es una comuna francesa situada en el departamento de Somme, en la región de Alta Francia.

## Demografía
| 878 | 860 | 1083 | 1227 | 1246 | 1277 | 1231 |
| Para los censos de 1962 a 1999 la población legal corresponde a la población sin duplicidades (Fuente: INSEE [Consultar]) |     |      |      |      |      |      |